# Penares schulzei
Penares schulzei är en svampdjursart som först beskrevs av Arthur Dendy 1905.  Penares schulzei ingår i släktet Penares och familjen Ancorinidae.
Artens utbredningsområde är Nya Kaledonien. Inga underarter finns listade i Catalogue of Life.